# سام كاتز
سام كاتز هو شخصية أعمال وسياسي كندي، ولد في 20 أغسطس 1951 في رحوفوت في إسرائيل. انتخب عمدة وينيبيغ ‏ (22 يونيو 2014 – 4 نوفمبر 2014).